# 張美娥
張美娥（1950年11月17日—）中国女演员，出生在浙江省橫店官塘村。

## 演藝經歷
自2006年丈夫去世後為了完成其遺願而成為臨時演員，時薪40至50元。2011年在喜劇導演周星馳親自試鏡後獲得在《西遊·降魔篇》的演出機會，飾演一名“荒山美女”。結果因「醜」及爆笑演技而人氣急升，成為該片的笑點之一。2016年再獲周星馳邀請演出《美人魚》，演出的機會更多，並再度成為該片的笑點。同年，張美娥參演了12部電影。2017年，周星馳依舊找張美娥演出他執導的電影《西遊伏妖篇》。。